# Estados Unidos de Venezuela
Estados Unidos de Venezuela fue el nombre oficial de Venezuela adoptado por la constitución de 1864, durante el gobierno de Juan Crisóstomo Falcón. Este nombre se mantuvo en las distintas constituciones que sucedieron a la de 1864 hasta el año 1953; cuando la constitución promulgada en ese año cambia el nombre oficial del país al de República de Venezuela.

## Historia

### Surgimiento del nombre
Durante el periodo comprendido entre 1830 y 1857 el nombre oficial del país era Estado de Venezuela; mientras que en la constitución de 1858 el país tenía por nombre oficial República de Venezuela. Luego del triunfo del Partido Liberal en la Guerra Federal se convoca a una asamblea constituyente para crear una nueva constitución basada en los principios federales. El 28 de marzo de 1864 los miembros de la asamblea constituyente reunidos en Caracas firman la constitución. El presidente Falcón ordena su publicación y circulación el 13 de abril y finalmente es refrendada por los ministros de Interior y Justicia, de Relaciones Exteriores, de Hacienda, de Fomento y el de Guerra y Marina el 22 de abril.

### Cambio del nombre oficial a República de Venezuela
La constitución de 1953 contiene una disposición transitoria que establece el cambio del nombre oficial de Estados Unidos de Venezuela a República de Venezuela. En la siguiente constitución (1961) queda firmemente establecido el nuevo nombre.

## Geografía

### Límites geográficos
La constitución de 1864 establecía que los límites de los Estados Unidos de Venezuela serían los mismos que tenía la Capitanía General de Venezuela en el año de 1810. Dicho principio se conservó en las sucesivas constituciones que se promulgaron en el país. Debido a las disputas territoriales sostenidas entre los Estados Unidos de Venezuela y el Reino Unido por la Guayana Esequiba ambas naciones se sometieron a un arbitraje internacional cuyo resultado fue el Laudo de París de 1899, que dictó su fallo a favor de Gran Bretaña. Luego entre 1900 y 1905 Venezuela participó en la Comisión Mixta de Fronteras Británico-Venezolanas para la demarcación definitiva de los límites entre ambos países y fue firmado en septiembre de 1907. 
Finalmente Juan Vicente Gómez firmó en 1932 el punto de triple confluencia en el Monte Roraima como frontera entre Brasil, la entonces Guayana Británica y Venezuela. En 1941 el presidente Eleazar López Contreras firmó junto al presidente de Colombia un tratado de límites terrestres entre los dos países. Como consecuencia 108.000 km² de territorio se resolvieron con Colombia.

### Organización territorial

#### 1864

Mapa de Venezuela en 1870.

Tras el término de la Guerra Federal se promulgó una nueva constitución para el país, que le dio a las antiguas veinte provincias el estatus de estados, señalando además que los límites de cada uno serían los mismos descritos por medio de la ley del 28 de abril de 1856. De este modo los Estados Unidos de Venezuela quedaron compuestos por los estados soberanos de Apure, Aragua, Barcelona, Barinas, Barquisimeto, Carabobo, Caracas, Cojedes, Coro, Cumaná, Guárico, Guayana, Maracaibo, Margarita, Maturín, Mérida, Portuguesa, Táchira, Trujillo y Yaracuy.
A finales de 1864 los estados Caracas, Maracaibo, Margarita y Barinas cambiaron sus nombres a Bolívar, Zulia, Nueva Esparta y Zamora, respectivamente. En 1874 los estados Aragua, Coro y Mérida cambiaron sus nombres a Guzmán Blanco, Falcón y Guzmán, respectivamente. En 1872 se creó el Territorio Federal Mariño y en 1879 se creó el Territorio Federal Maracay, ambos de muy corta duración.

#### 1881

Mapa de Venezuela en 1881.

Tras las reformas administrativas del presidente Antonio Guzmán Blanco se promulgó en 1881 una nueva constitución, por medio de la cual los estados establecidos en la constitución de 1864 se fusionaron para crear nueve grandes estados, que comprendían varias secciones (los estados previamente existentes):
Estados: 
- Estado de Oriente (compuesto de las secciones Cumaná, Barcelona y Maturín),
- Estado Guzmán Blanco (compuesto de las secciones Bolívar, Aragua, Guárico y Nueva Esparta),
- Estado Carabobo (1881-1899) (compuesto de las secciones Carabobo y Nirgua),
- Sur de Occidente (compuesto de las secciones Cojedes, Portuguesa y Zamora),
- Norte de Occidente (compuesto de las secciones Barquisimeto y Yaracuy menos el departamento Nirgua),
- Estado Los Andes  (compuesto de las secciones Guzmán (Mérida), Trujillo y Táchira),
- Estado Bolívar (1881-1899) (compuesto de las secciones Guayana y Apure),
- Estado Falcón (que comprendía el territorio del antiguo estado Coro), y
- Estado Zulia (que comprendía el territorio del estado Maracaibo).

Territorios Federales: Alto Orinoco, Amazonas, Colón y Guajira.
Hacia finales de ese año los estados Falcón y Zulia fueron fusionados en el nuevo estado Falcón Zulia, el cual fue disgregado en sus secciones originales en 1890.

#### 1891

Mapa de Venezuela en 1891.

En 1891 se estableció una nueva división territorial, que si bien no modificaba la de 1881, le cambió el nombre a algunos estados:
Estados: Bermúdez (compuesto de las secciones Cumaná, Barcelona y Maturín), Miranda (compuesto de las secciones Bolívar, Guzmán Blanco, Guárico y Nueva Esparta), Carabobo (compuesto de las secciones Carabobo y Nirgua), Zamora (compuesto de las secciones Cojedes, Portuguesa y Zamora), Lara (compuesto de las secciones Barquisimeto y Yaracuy, menos el departamento Nirgua), Los Andes (compuesto de las secciones Guzmán, Trujillo y Táchira), Bolívar (compuesto de las secciones Guayana y Apure), Zulia (por sí solo), y Falcón (también por sí solo).
Territorios Federales: Alto Orinoco, Amazonas, Armisticio, Caura, Colón, Delta Amacuro, Guajira y Yuruari.
En 1898 se creó el estado Ribas compuesto de las secciones Aragua y Margarita del estado Miranda, pero fue disuelto un año después. Tras la disolución de dicha entidad se creó en 1900 el Territorio Federal Margarita que comprendía el hoy estado Nueva Esparta.

#### 1900

Mapa de Venezuela en 1901.

La constitución del año 1900 retornó la división político-administrativa de Venezuela a la que tenía en 1864 (veinte estados federales), con algunos cambios en los nombres de los estados:
Capital: Distrito Federal.
Estados: Apure, Aragua, Bolívar (antes Guayana), Barcelona, Carabobo, Cojedes, Falcón (antes Coro), Guárico, Lara (antes Barquisimeto), Mérida, Miranda (antes Caracas), Maturín, Sucre (antes Cumaná), Nueva Esparta (antes Margarita), Portuguesa, Táchira, Trujillo, Yaracuy, Zamora (antes Barinas) y Zulia (antes Maracaibo).
Territorios Federales: Amazonas, Colón, Delta Amacuro y Yuruari.

#### 1904

Mapa de Venezuela en 1905.

La constitución de 1904 creó una nueva división territorial, resultando en total trece estados, cinco territorios y un distrito federal:
Capital: Distrito Federal.
Estados: Aragua, Bermúdez, Bolívar, Carabobo, Falcón, Guárico, Lara, Mérida, Miranda, Táchira, Trujillo, Zamora y Zulia.
Territorios Federales: Amazonas, Colón, Cristóbal Colón, Delta Amacuro y Yuruari.

#### 1909

Mapa de Venezuela en 1909.

En 1909 se promulgó una nueva constitución, que dio una nueva división territorial al país y asignó nuevos nombres para algunos estados, quedando el país con una división territorial similar a la actual:
Capital: Distrito Federal.
Estados: Anzoátegui, Apure, Aragua, Bolívar, Carabobo, Cojedes, Falcón, Guárico, Lara, Mérida, Miranda, Monagas, Nueva Esparta, Portuguesa, Sucre, Táchira, Trujillo, Yaracuy, Zamora y Zulia. 
Territorios Federales: Amazonas y Delta Amacuro.

#### De 1909 a 1953
En 1925 fueron creadas las Dependencias Federales. Las Dependencias Federales son las islas venezolanas del mar de las Antillas, excepto la de Margarita y circundantes, que constituyen el estado Nueva Esparta. En 1928 la isla de Coche fue agregada al estado Nueva Esparta.
En 1933 la zona de Turiamo es transferida de Carabobo a Aragua, y los estados de Aragua y Guárico definen sus límites comunes. En 1947 el estado Zamora pasó a llamarse definitivamente estado Barinas y la isla de Cubagua fue agregada al estado Nueva Esparta.

## Política y gobierno

### Constituciones
Después de la Constitución de los Estados Unidos de Venezuela de 1864 ha tenido otras creadas por los distintos gobiernos que han regido el país. Estas constituciones fueron:
- Constitución de los Estados Unidos de Venezuela de 1874
- Constitución de los Estados Unidos de Venezuela de 1881
- Constitución de los Estados Unidos de Venezuela de 1891
- Constitución de los Estados Unidos de Venezuela de 1893
- Constitución de Venezuela de 1901
- Constitución de Venezuela de 1904
- Constitución de los Estados Unidos de Venezuela de 1909
- Estatuto Constitucional Provisorio 1914
- Constitución de 1922
- Constitución de 1925
- Constitución de los Estados Unidos de Venezuela de 1928
- Constitución de 1929
- Constitución de los Estados Unidos de Venezuela de 1931
- Constitución de Venezuela de 1936 (reformada en 1945)
- Decreto de la Junta Revolucionaria
- Constitución de Venezuela de 1947
- Constitución de Venezuela de 1953

### Presidentes
| Leyenda: | Partido Liberal | Dictadura militar | independiente | Partido Democrático Venezolano | Acción Democrática |

|  | Presidente                  | Tiempo en el Poder                       | Tipo de Asunción                                    | Ocupación                 |
|  | --------------------------- | ---------------------------------------- | --------------------------------------------------- | ------------------------- |
|  | Juan Crisóstomo Falcón      | 1863 - 1865                              | Victoria en la Guerra Federal (primer periodo)      | General Militar           |
|  | Juan Crisóstomo Falcón      | 1865 - abril 1868                        | Elecciones indirectas (segundo periodo)             | General Militar           |
|  | Manuel Ezequiel Bruzual     | 1868-1868                                | Designado Presidente provisional                    | Militar                   |
|  | Guillermo Tell Villegas     | 1868-1869                                | Designado Presidente provisional                    | Abogado y Militar         |
|  | José Ruperto Monagas        | 1869-1870                                | Revolución Azul                                     | General Militar           |
|  | Guillermo Tell Villegas     | 1870-1870                                | Designado Presidente provisional                    | Abogado y Militar         |
|  | Antonio Guzmán Blanco       | 1870-1877                                | Revolución de Abril (primer periodo)                | Abogado / General Militar |
|  | Antonio Guzmán Blanco       | 1870-1877                                | Elecciones indirectas (segundo periodo)             | Abogado / General Militar |
|  | Francisco Linares Alcántara | 1877-1878                                | Elecciones indirectas                               | General Militar           |
|  | José Gregorio Valera        | 1878-1878                                | Designado Presidente por el Congreso                | Militar / Político        |
|  | Antonio Guzmán Blanco       | 1879-1880                                | Elección por los estados Federales                  | Abogado / General Militar |
|  | Antonio Guzmán Blanco       | 1880-1882                                | Elección por los estados Federales                  | Abogado / General Militar |
|  | Antonio Guzmán Blanco       | 1882-1884                                | Elección por los estados Federales                  | Abogado / General Militar |
|  | Joaquín Crespo              | 1884-1886                                | Elección por los estados Federales                  | General Militar           |
|  | Antonio Guzmán Blanco       | 1886-1887                                | Elección por los estados Federales                  | Abogado / General Militar |
|  | Hermógenes López            | 1887 - 1888                              | Presidente Interino                                 | General Militar           |
|  | Juan Pablo Rojas Paúl       | 1888 - 1890                              | Elección por los estados Federales                  | Abogado                   |
|  | Raimundo Andueza Palacio    | 1890-1892                                | Elección por los estados Federales                  | Abogado                   |
|  | Guillermo Tell Villegas     | 1892-1892                                | Presidente interino                                 | Abogado y Militar         |
|  | Joaquín Crespo              | 1892-1894                                | Revolución Legalista                                | General Militar           |
|  | Joaquín Crespo              | 1894-1898                                | Elecciones directas                                 | General Militar           |
|  | Ignacio Andrade             | 1898-1899                                | Elecciones directas                                 | Político                  |
|  | Cipriano Castro             | 1899-1908                                | Revolución Liberal Restauradora                     | General Militar           |
|  | Juan Vicente Gómez          | 1908-1914                                | Golpe de Estado                                     | General Militar           |
|  | Victorino Márquez Bustillos | 1915-1922                                | Designado presidente provisional                    | Abogado / Político        |
|  | Juan Vicente Gómez          | 1922-1929                                | Elección indirecta por el Congreso Nacional         | General Militar           |
|  | Juan Bautista Pérez         | 30 de mayo de 1929 - 13 de junio de 1931 | Elección indirecta por el Congreso Nacional         | Abogado / Magistrado      |
|  | Juan Vicente Gómez          | 1931-1935                                | Elección indirecta por el Congreso Nacional         | General Militar           |
|  | Eleazar López Contreras     | 1935-1936                                | Presidente interino (primer periodo)                | General Militar           |
|  | Eleazar López Contreras     | 1936-1941                                | Elecciones indirectas (segundo periodo)             | General Militar           |
|  | Isaías Medina Angarita      | 1941-1945                                | Elecciones indirectas                               | General Militar           |
|  | Rómulo Betancourt           | 1945-1948                                | Golpe de Estado                                     | Político                  |
|  | Rómulo Gallegos             | 1948-1948                                | Elecciones directas                                 | Escritor / Novelistas     |
|  | Carlos Delgado Chalbaud     | 1948-1950                                | Golpe de Estado                                     | Militar                   |
|  | Germán Suárez Flamerich     | 1950-1952                                | Presidente interino                                 | Abogado                   |
|  | Marcos Pérez Jiménez        | 1952-1953                                | Golpe de Estado (desconocimiento de las elecciones) | Militar                   |

## Símbolos nacionales
Los Estados Unidos de Venezuela tuvieron las siguientes banderas como oficiales:
Los Estados Unidos de Venezuela tuvieron los siguientes escudos como oficiales: